# Cou
Pour les articles homonymes, voir Cou.
 (octobre 2022).
Si vous disposez d'ouvrages ou d'articles de référence ou si vous connaissez des sites web de qualité traitant du thème abordé ici, merci de compléter l'article en donnant les références utiles à sa vérifiabilité et en les liant à la section « Notes et références ».
En anatomie, le cou est, chez un certain nombre de vertébrés, la région du corps qui est située entre la tête et le thorax. Le cou a plusieurs fonctions : il soutient et donne à la tête sa mobilité, laisse passage à plusieurs éléments viscéraux du système nerveux, des appareils digestif, ventilatoire et phonatoire, permet la vascularisation de la tête et joue un rôle dans le métabolisme général et phosphocalcique.

## Anatomie du cou humain

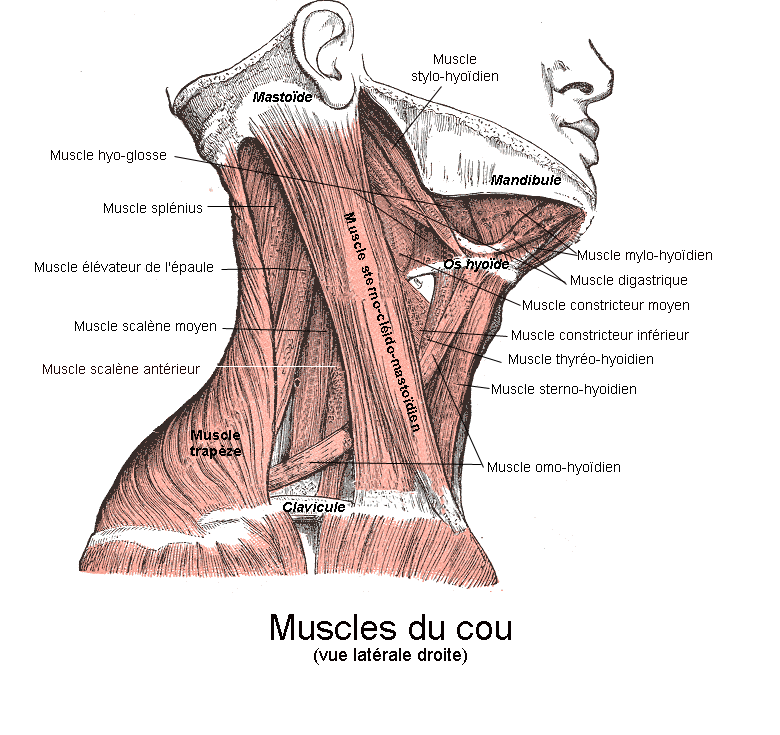
Les muscles superficiels du cou. Face latérale

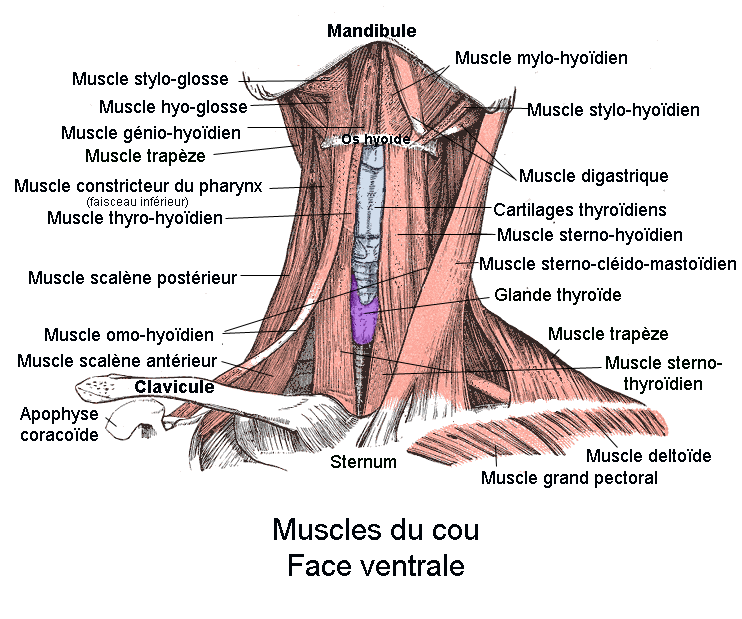
Les muscles superficiels du cou. Face ventrale

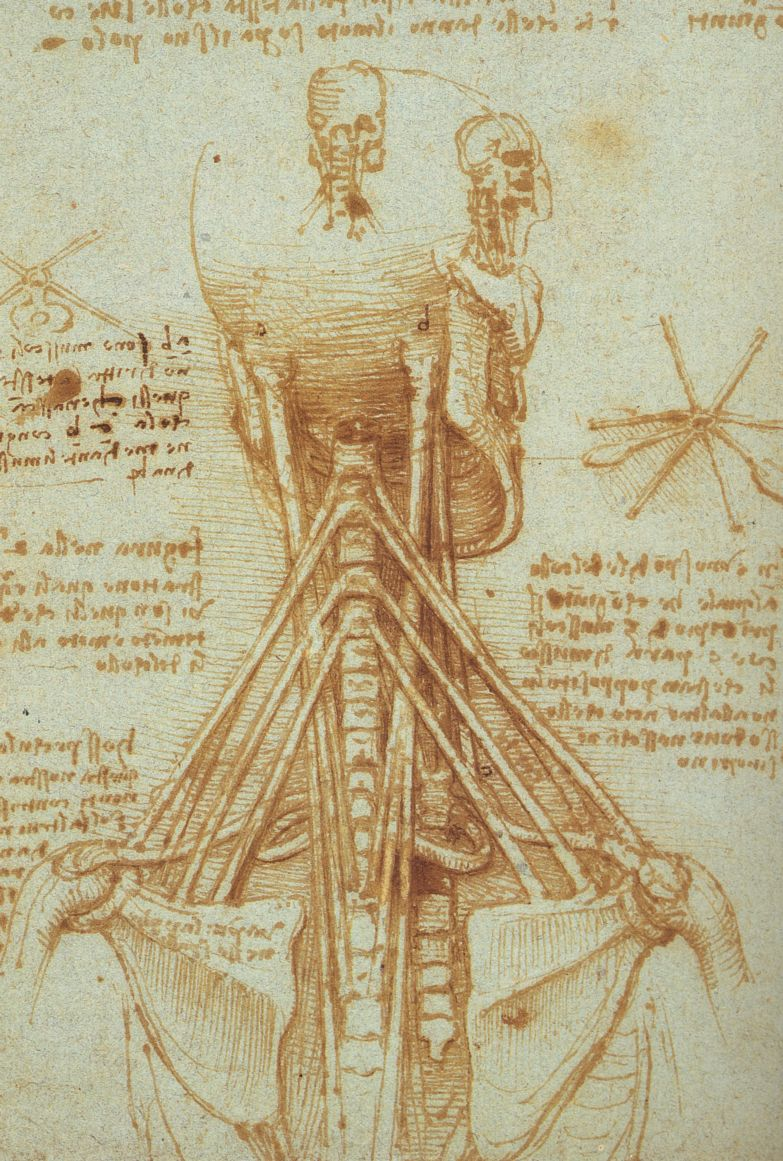
Anatomie du cou selon Léonard de Vinci

Schématiquement, on distingue deux parties dans le cou. La partie antérieure, appelée « gorge » dans le langage courant, est constituée de tissu mou et contient des éléments viscéraux digestifs, ventilatoires et phonatoires (une partie du pharynx et de l’œsophage, le larynx, une partie de la trachée) et endocriniens (la thyroïde et les parathyroïdes). Elle comporte également une gaine carotidienne qui contient les gros vaisseaux. La partie postérieure, ou « nuque » dans le langage courant, est constituée autour du rachis et contient un élément viscéral nerveux (la moelle épinière).
La région du cou est délimitée en bas par l'extrémité supérieure du thorax, avec en arrière le processus épineux de la vertèbre C7, latéralement les deux articulations acromio-claviculaires et en avant les clavicules et le manubrium sternal. En haut, on délimite cette région par la limite inférieure de la tête, constituée de la ligne nucale supérieure de l'os occipital en arrière, des processus mastoïdes des os temporaux latéralement, et de l'os hyoïde en avant.

### Éléments osseux
Le squelette du cou est composé uniquement du rachis cervical, en arrière, lui-même constitué de l'empilement des sept vertèbres cervicales. Les deux premières, nommées atlas (première) et axis (seconde), ont une morphologie particulière qui permet une partie importante de la mobilité du cou. Le rachis forme le canal vertébral qui protège la partie cervicale de la moelle épinière.
Il faut citer également l'os hyoïde situé à l'interface entre le cou et la tête, en avant, situé au-dessus du cartilage thyroïde. C'est le seul os du corps non articulé avec un autre.

### Éléments musculaires
On sépare la musculature du cou en partie antérieure et postérieure, relativement au rachis.
Pour la partie antérieure, on a de la superficie vers la profondeur :
- le muscle platysma, sous la peau ;
- les muscles sterno-cléido-mastoïdiens, digastrique et stylo-hyoïdiens, latéralement aux vaisseaux à destination de la tête ;
- les muscles omo-hyoïdiens, sterno-hyoïdiens, sterno-thyroïdiens et thyro-hyoïdiens, en avant du larynx et de la trachée ;
- les muscles crico-thyroïdiens, crico-aryténoïdiens postérieurs et latéraux, les muscles aryténoïdiens obliques et transverse, et les muscles thyro-aryténoïdiens inférieurs et supérieurs, intrinsèques du larynx ;
- les muscles constricteurs du pharynx, constituant la paroi du pharynx ;
- les muscles scalènes antérieurs, moyens et postérieurs, en arrière des vaisseaux à destination de la tête ;
- les muscles droits latéraux, droits antérieurs et longs de la tête, et les muscles longs du cou, en avant du rachis.

Pour la partie postérieure, on a de la superficie vers la profondeur :
- les muscles trapèzes ;
- les muscles splénius de la tête et élévateurs des scapulas ;
- les muscles splénius de la tête et du cou, muscle longissimus de la tête et semi-épineux de la tête ;
- les muscles obliques supérieurs, obliques inférieurs, grands droits postérieurs et petits droits postérieurs de la tête, et les muscles épineux du cou ;
- les sept paires de muscles interépineux, longs rotateurs et courts rotateurs du cou.

### Éléments vasculaires

#### Artères
Pour ce qui est du système artériel, on distingue d'abord deux gros vaisseaux pairs que sont les carotides communes et subclavières, nées dans le thorax du tronc artériel brachio-céphalique du côté droit et de la portion horizontale de l'arc aortique du côté gauche. L'artère subclavière gauche est donc plus longue que la droite.

##### Artères subclavières
Chaque artère subclavière chemine vers le membre supérieur homolatéral, passant chacune au-dessus de la première côte dans le défilé scalénique (pince des muscles scalènes) puis sous la clavicule où elle devient l'artère axillaire vers le membre supérieur. Chacune donne des branches collatérales qui sont :
- l'artère thoracique interne à destination de la paroi thoracique ;
- l'artère vertébrale vers l'encéphale, qui chemine dans le canal transversaire jusqu'au crâne ;
- le tronc thyro-cervical vers la partie antérieure du cou et l'épaule, duquel naissent les artères thyroïdienne inférieure, cervicale ascendante, cervicale transverse et supra-scapulaire ;
- le tronc costo-cervical à destination de la partie postérieure du cou et de la portion supérieure du thorax, qui donne naissance aux artères cervicale profonde et intercostale suprême ;
- l'artère scapulaire dorsale pour l'épaule.

##### Artères carotides communes
Chaque artère carotide commune se divise au niveau de C4 en carotides externe et interne. L'artère carotide interne ne donne pas de collatérales dans le cou, pénètre dans le crâne et est à destination du cerveau. Quant à la carotide externe, elle donne plusieurs collatérales essentiellement à destination de la face :
- sur son flanc antérieur, de bas en haut, elle donne les artères thyroïdienne supérieure, linguale et faciale ;
- sur son flanc postérieur, elle donne de bas en haut les artères pharyngienne ascendante, occipitale et auriculaire postérieure ;
- ses branches terminales s'identifient comme étant les artères temporale superficielle et maxillaire.

#### Veines
Les veines de drainage principales sont, de chaque côté, les veines subclavière et jugulaire interne. Ces deux veines se rejoignent ensuite dans le thorax pour former, de chaque côté, le tronc veineux brachiocéphalique. Plus bas, la réunion de ces deux éléments forme la veine cave supérieure qui se jette dans l'oreillette droite du cœur. La veine cave supérieure est latéralisée à droite du rachis thoracique ; ceci explique que les troncs veineux brachiocéphaliques sus-jacents ne soient pas de la même taille : le gauche est plus grand et traverse la ligne médiane. Ceci explique aussi qu'une partie des afférences veineuses cervicales antérieures se jette uniquement dans le tronc veineux brachiocéphalique gauche.

##### Veines jugulaires internes
Les veines jugulaires internes drainent la boîte crânienne, les orbites, la partie superficielle de la face, la langue, la partie haute et profonde de la portion cervicale antérieure. Les veines jugulaires internes émergent de la boîte crânienne ; elles reçoivent dans leur portion cervicale, de chaque côté :
- le tronc thyrolinguofacial formé par la réunion des veines faciale, linguales et thyroïdienne supérieure ;
- la veine pharyngienne ;
- la veine thyroïdienne moyenne.

##### Veines subclavières
Les veines subclavières drainent les membres supérieurs, les épaules, la partie superficielle et la région périvertébrale du cou, la région superficielle du crâne et la partie profonde de la face. Les veines subclavières naissent au niveau de la partie médiane de chaque clavicule et reçoivent, de chaque côté, les veines jugulaires externe et antérieure.

##### Troncs veineux brachiocéphaliques
Les troncs veineux brachiocéphaliques reçoivent, de chaque côté, les veines jugulaire interne et subclavière. Ils drainent également la nuque, en recevant de chaque côté les veines vertébrale et jugulaire postérieure.
Enfin, la particularité du tronc veineux brachiocéphalique gauche fait qu'il reçoit directement une partie de la vascularisation de la thyroïde via les veines thyroïdiennes inférieures.

#### Lymphatiques
Le système lymphatique comporte un réseau de vaisseaux et de ganglions qui drainent l'ensemble de la région cervicocéphalique à l'exception, notable, du système nerveux central.

### Éléments viscéraux

#### Appareils digestif et ventilatoire
Le pharynx est situé contre les premières vertèbres cervicales en arrière, l'os sphénoïde en haut. Il est ouvert en avant, de haut en bas, sur les fosses nasales, la cavité buccale et le larynx, et en bas vers l'œsophage. Latéralement se trouvent des muscles liés à la déglutition ou la mastication et la vascularisation de la tête. « L'appartenance » du pharynx à la tête ou au cou n'est pas définie. Pour schématiser on peut dire que la limite tête/cou est située au niveau de l'oropharynx, mais ceci n'est pas consensuel.
Le larynx permet le passage de l'air vers les poumons, mais est aussi le lieu de l'élaboration de la voix. Il est situé superficiellement sous le plancher buccal et l'os hyoïde. Il est ouvert en arrière sur le laryngopharynx en bas sur la trachée. Il est constitué principalement des cartilages thyroïde et cricoïde. En avant se situe la glande thyroïde.
La trachée est un organe cervico-thoracique faisant partie des voies aériennes inférieures. Elle fait suite au larynx en haut et est ouverte en bas sur les 2 bronches souches. Elle est constituée de cartilage et de tissu mou. En arrière se trouve l'œsophage.
L'œsophage est un organe cervico-thoraco-abdominal qui fait partie du tractus digestif. Il fait suite en haut au pharynx et s'ouvre en bas sur l'estomac. Sa partie cervicale est située en arrière de la trachée et en avant du rachis.
Les apex pleuropulmonaires, constitués de chaque côté par l'extrémité supérieure de la plèvre et du poumon correspondant, font saillie à la base du cou, car ils dépassent le niveau des premières côtes. On peut donc considérer les plèvres et les poumons comme des organes cervico-thoraciques.

#### Système endocrinien
La glande thyroïde est située en avant et sur les côtés de la jonction entre le larynx et la trachée. On lui décrit deux lobes gauche et droit reliés par un isthme.
Les quatre glandes parathyroïdes sont situées en arrière de la thyroïde, sur les côtés du pharynx. On en décrit deux supérieures et deux inférieures.

#### Système nerveux central
La moelle épinière est un cordon entouré des méninges et contenu dans le canal vertébral. La portion cervicale de la moelle épinière comporte huit segments qui donnent naissance à autant de racines nerveuses.

### Éléments nerveux périphériques
Les nerfs cervicaux naissent de la réunion de leurs racines antérieure et postérieure issues de la moelle épinière. La nomenclature veut que les nerfs cervicaux soient au nombre de huit paires, alors qu'il n'existe que sept vertèbres cervicales. Ainsi la première paire de nerfs cervicaux émerge du canal vertébral entre l'os occipital et l'atlas. Les autres nerfs émergent du canal vertébral par les foramens intervertébraux, de telle sorte qu'un nerf donné n passe entre la vertèbre n-1 et la vertèbre n. Les huitièmes nerfs cervicaux émergent des foramens entre la septième vertèbre cervicale et la première vertèbre thoracique.

#### Nerfs somatiques
Les plexus cervicaux gauche et droit, situés de chaque côté de la partie supérieure du rachis, sont formés par l'anastomose des rameaux antérieurs des quatre premiers nerfs cervicaux homolatéraux. Avec les nerfs crâniens accessoires et hypoglosses, ils sont responsables de l'innervation de la majorité de la musculature volontaire du cou, et du diaphragme via les deux nerfs phréniques, qui se prolongent dans le thorax.
Les plexus brachiaux, situés au-dessus de la partie postérieure de chacune des premières côtes, sont formés de chaque côté par la réunion des rameaux antérieurs des quatre derniers nerfs cervicaux et du premier nerf thoracique. Ils permettent chacun l'innervation du membre supérieur homolatéral.
Les rameaux postérieurs des nerfs cervicaux participent à l'innervation somatique de la partie postérieure de la tête et du cou.

#### Nerfs autonomes
L'innervation autonome est assurée d'une part via la portion cervicale des deux chaînes sympathiques, constituées de chaque côté par les ganglions cervicaux supérieur et moyen ainsi que du ganglion cervicothoracique ; d'autre part via les nerfs crâniens glossopharyngien et vague. Les nerfs vagues gauche et droit se continuent vers le thorax et l'abdomen pour innerver les viscères thoraciques et abdominaux.

## Physiologie

### Motricité du rachis cervical
Les mouvements de rotation, flexion antéropostérieure et flexion latérale se font grâce :
- à l'articulation occipito-atloïdienne, entre l'os occipital et la première vertèbre cervicale, constituée de deux articulations synoviales et qui autorise essentiellement un mouvement de flexion antérieure et postérieure, et pas ou peu de rotation ;
- à l'articulation atloïdo-axoïdienne, entre les première et deuxième vertèbres cervicales, constituée de trois articulations synoviales et qui permet à elle seule une bonne part de la rotation du cou ;
- à chacune des autres articulations intervertébrales, entre deux vertèbres contiguës, constituée d'une symphyse et de deux articulations synoviales et qui autorise des mouvements limités dans les trois directions.

Les viscères cervicaux, et en particulier la moelle spinale située dans le canal vertébral, ainsi que les vaisseaux à destination de la tête, sont donc soumis à des contraintes mécaniques plus importantes qu'ailleurs, notamment en torsion.

### Phonation
La phonation met en jeu l'ensemble de l'appareil respiratoire : la partie inférieure, pour contrôler le flux d'air ; le larynx, pour la production de la plupart des sons ; le pharynx et la bouche pour la modulation (articulation) ou la production de son ; l'ensemble des voies aériennes supérieures pour la résonance.

### Déglutition et ventilation
Les voies aérodigestives supérieures forment un carrefour, car la voie ventilatoire principale (nez - pharynx - larynx) croise la voie digestive (bouche - pharynx - œsophage). L'immense majorité du temps, c'est la ventilation qui a lieu. Ceci permet de renouveler le contenu en oxygène et dioxyde de carbone du sang au niveau des alvéoles pulmonaires. Pour ce faire, l'air passe entre le nez (ou la bouche) et le larynx via le pharynx.
La déglutition désigne le passage du bol alimentaire de la cavité buccale vers l'œsophage. Lorsque le bol passe de la bouche au pharynx, il se produit une occlusion réflexe de l'orifice entre le pharynx et le larynx. En effet, on a en même temps une ascension du larynx et un mouvement postérieur de la langue. Ces 2 déplacements ont pour effet de comprimer l'épiglotte. Et schématiquement, par la bascule vers le bas de son extrémité libre postérieure, l'épiglotte va fermer l'orifice supérieur du larynx, obligeant ainsi le bol alimentaire à se diriger vers l'œsophage.

### Métabolisme
La glande thyroïde sécrète la thyronine et la tri-iodothyorxine sous l'influence de la thyréostimuline, hormone hypophysaire. Ces 2 molécules ont un rôle similaire : elles favorisent le métabolisme cellulaire global ; elles permettent le bon fonctionnement, le développement et la croissance des organes en général.
La glande thyroïde sécrète également la calcitonine en fonction de la calcémie ; une hausse du taux stimule la production, et une baisse l'arrête. Cette hormone a un rôle accessoire dans le métabolisme du calcium. Elle agit au niveau de l'os en stimulant la consommation de calcium, ce qui a pour effet de baisser la calcémie.
Les glandes parathyroïdes synthétisent la parathormone, qui a un rôle important dans le métabolisme calcique. Cette molécule est sécrétée selon le niveau de calcémie ; en cas d'hypocalcémie, elle est stimulée ; en cas d'hypercalcémie, elle est inhibée. Elle agit au niveau de l'os en augmentant la résorption, ce qui libère du calcium ; elle favorise, au niveau des reins, la réabsorption de calcium ; enfin, elle augmente le taux de vitamine D active, ce qui induit l'augmentation de l'absorption du calcium, au niveau de l'intestin. La parathormone a donc pour effet d'augmenter la calcémie, rôle antagoniste de la calcitonine.

### Moelle épinière
La moelle épinière cervicale permet la communication entre l'encéphale et la portion distale de la moelle et joue un rôle dans la motricité réflexe du cou et des membres supérieurs.

## Pathologie

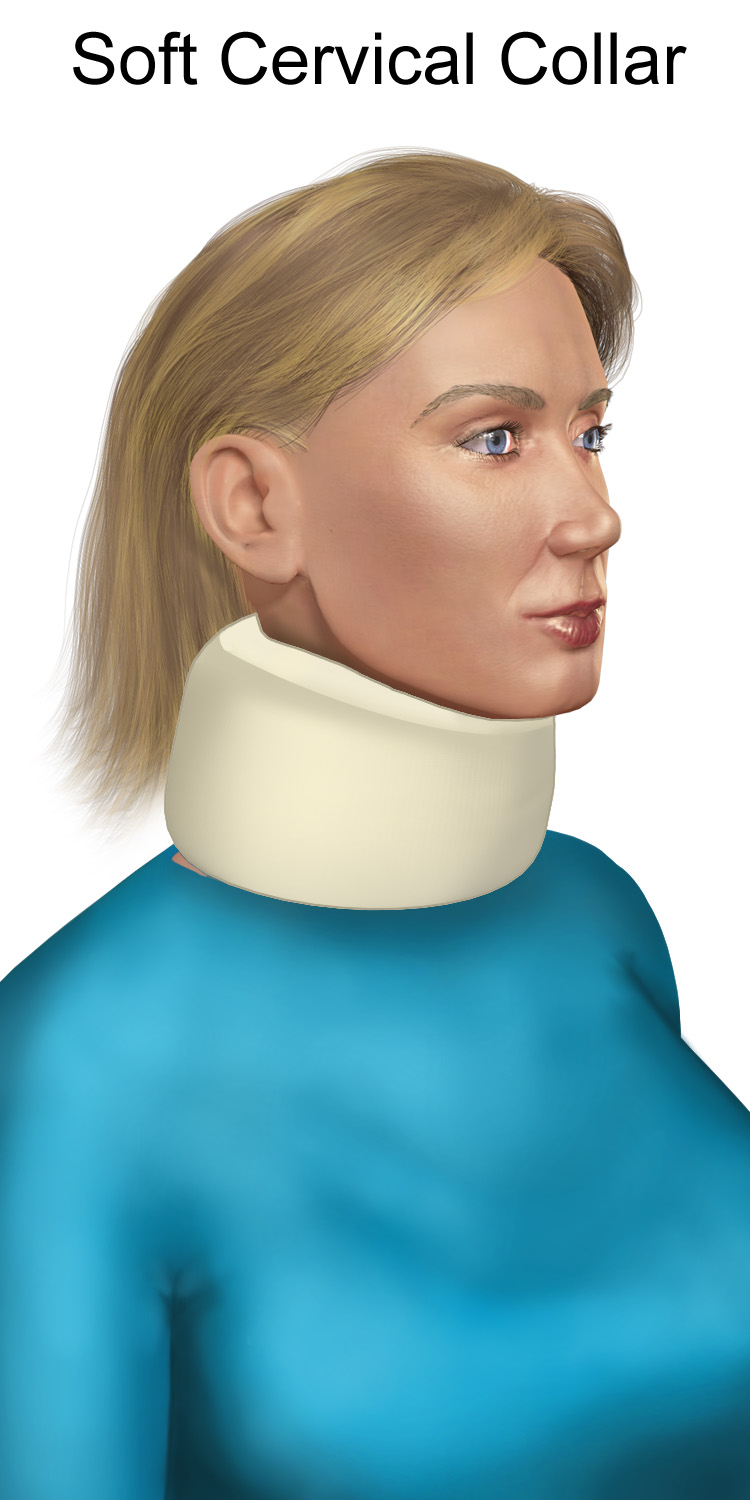
Collier cervical protégeant le cou après un traumatisme.

Les spécialités médicochirurgicales qui concernent le cou sont nombreuses : otorhinolaryngologie, endocrinologie, neurologie, neurochirurgie, orthopédie, rhumatologie, hépato-gastro-entérologie, chirurgie digestive.
Les spécialités paramédicales rattachées au cou sont essentiellement l'orthophonie, pour les pathologies liées à la phonation et la déglutition, et la kinésithérapie, pour les pathologies liées à la motricité rachidienne.
Les principaux symptômes de la région sont : la cervicalgie, douleur du cou ; la dysphagie, difficulté à déglutir ; la dysphonie, difficulté à parler ; la dysarthrie, difficulté à articuler ; la dyspnée, difficulté à respirer ; l'odynophagie, douleur à la déglutition.

### Inflammation
La pathologie inflammatoire est le plus souvent d'origine infectieuse ou allergique. On peut rencontrer :
- sur le plan ORL : angine, pharyngite, laryngite ;
- sur le plan neurologique : myélite, radiculite ;
- sur le plan rhumatologique : spondylodiscite ;
- sur le plan endocrinologique : thyroïdite;
- sur le plan dermatologique : coup de soleil, allergies (à des lessives, produits cosmétiques, bijoux, tatouages...) ;

### Tuméfaction
Les tumeurs peuvent être bénignes ou malignes :
- ORL : tumeur du pharynx, du larynx
- HGE : tumeur de l'œsophage
- endocrinologie : goitre, nodule thyroïdien ou parathyroïdien
- neurologie : tumeur médullaire
- adénopathie

D'autres tuméfactions peuvent survenir :
- un abcès ;
- un œdème superficiel dans le cadre d'une urticaire ou d'un syndrome de la veine cave supérieure ;
- un œdème profond aussi appelé œdème de Quincke ;
- un emphysème sous-cutané.

### Dégénérescence
La principale pathologie dégénérative est l'arthrose.

### Cancer
Cette partie du corps, parce qu’elle est très exposées au soleil compte aussi parmi celles qui sont vulnérables au carcinome épidermoïde, l'une des formes plus fréquente de cancer de la peau chez les personnes à peau blanche.

### Traumatisme
Comme ailleurs, le cou peut être le siège de plaie, contusion, fracture, entorse, luxation. Cependant ces lésions sont plus souvent vitales du fait de la relative facilité d'accès des viscères et des gros vaisseaux, ainsi que leur importance vitale. Ceci est illustré dans le cas de la strangulation ou encore de la pendaison.
On peut aussi classer ici des pathologies fonctionnelles comme le torticolis ou le surmenage vocal.

### Pathologie toxique et carentielle
Le tabac peut être responsable de laryngite.
La myélite radique peut survenir en cas d'irradiation.
La sclérose médullaire combinée est secondaire à une carence en vitamine B12.

### Pathologie métabolique
Les glandes endocrines cervicales peuvent être le siège de dysfonctionnement, désignés selon les cas par les termes hypothyroïdie, hyperthyroïdie, hyperparathyroïdie, hypoparathyroïdie.

### Pathologie vasculaire
Les artères carotides peuvent être le siège d'athérome et de sténose.

### Pathologie nerveuse
De nombreuses pathologies du système nerveux central intervenant dans le fonctionnement du cou peuvent se manifester de différentes manières : syndrome pseudobulbaire, aphasie, syndrome extrapyramidal, syndrome cérébelleux.
Le système nerveux périphérique peut être atteint : neuropathie périphérique, plexopathie.

## Autres animaux

### Histoire évolutive

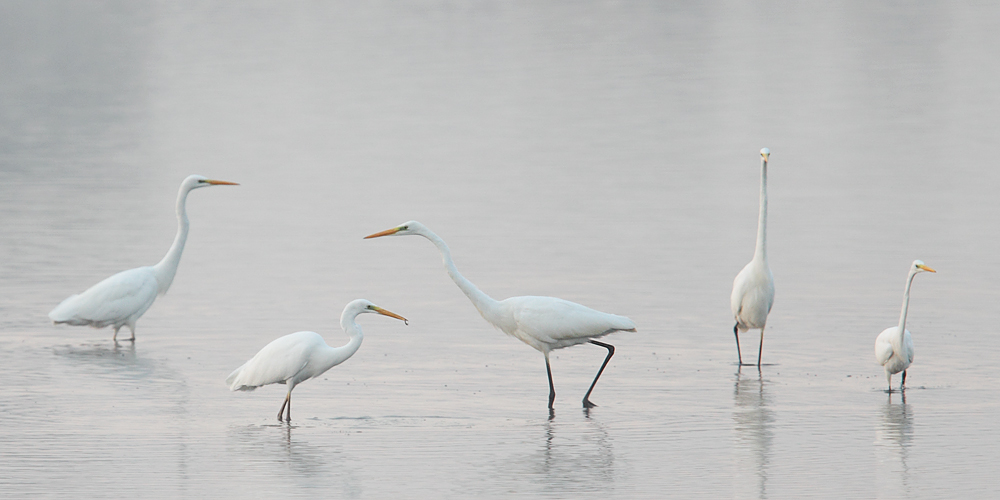
Cou allongé de la Grande Aigrette.

Le cou apparaît dans plusieurs lignées de tétrapodes amniotes. La première vertèbre des poissons sarcoptérygiens, immobilisée sur le crâne, ressemble aux suivantes mais dès les premiers tétrapodes, la tête se mobilise sur la colonne et la première vertèbre porte à sa face antérieure une ou deux dépressions pour les condyles occipitaux. Avec la différenciation du cou chez les amniotes, les vertèbres cervicales (notamment la première d'entre elles, l'atlas) se spécialisent et permettent la mobilité de la tête par rapport au tronc. Les squamates, les crocodiliens et les amphibiens n'ont pas de cou. Ce cou n'est cependant pas l'apanage des seuls mammifères (qui sont les seuls à avoir un cou constitué du nombre constant de sept vertèbres cervicales quelle que soit la longueur du cou de l'animal, aussi bien chez un petit rongeur que chez la girafe) puisque les tortues et les oiseaux en possèdent parfois de fort longs, tout comme les grands reptiles de l'ère secondaire (dinosaures, ptérosaures).